# Euphorbia letestui
Euphorbia letestui är en törelväxtart som beskrevs av Jean Raynal. Euphorbia letestui ingår i släktet törlar, och familjen törelväxter. Inga underarter finns listade i Catalogue of Life.